# Ферла
Ферла (итал. Ferla) је насеље у Италији у округу Сиракуза, региону Сицилија.
Према процени из 2011. у насељу је живело 2488 становника. Насеље се налази на надморској висини од 555 м.

## Становништво
Према резултатима пописа становништва 2011. у општини је живело 2.600 становника.
| 1936. | 1951. | 1961. | 1971. | 1981. | 1991. | 2001. | 2011. |
| ----- | ----- | ----- | ----- | ----- | ----- | ----- | ----- |
| 4.567 | 4.475 | 3.894 | 3.264 | 3.125 | 3.029 | 2.760 | 2.600 |